# Barito
Barito – rzeka w Indonezji na Borneo, długość 880 km.
Źródła w górach Müllera, w górnym biegu płynie głęboką doliną tworząc liczne wodospady, w środkowym i dolnym przez zabagnioną nizinę, uchodzi deltą do Morza Jawajskiego.
Główne miasto: Banjarmasin.